# Sarcophyton elegans
Sarcophyton elegans is een zachte koraalsoort uit de familie Alcyoniidae. De koraalsoort komt uit het geslacht Sarcophyton. Sarcophyton elegans werd in 1919 voor het eerst wetenschappelijk beschreven door Moser. 